# Museu de Arte Sacra do Estado de Alagoas
O Museu de Arte Sacra do Estado de Alagoas (MUSEAL) é uma instituição cultural brasileira dedicada à pesquisa, conservação e exposição da produção artístico-religiosa pertencente ao estado de Alagoas. Localiza-se na cidade de Marechal Deodoro, ex-capital alagoana, no antigo Convento de Santa Maria Madalena, anexo à Igreja da Ordem Terceira de São Francisco. O convento, erguido entre 1684 e 1723, é um dos mais belos exemplares da arquitetura colonial brasileira em Alagoas. Foi tombado pelo Instituto do Patrimônio Histórico e Artístico Nacional em 4 de novembro de 1964, e pelo órgão congênere do estado em 1983.
O museu foi oficialmente estabelecido em 14 de dezembro de 1984, tornando-se herdeiro do acervo do extinto Museu Dom Ranulfo de Maceió, ao qual se somou a coleção de arte sacra da cidade. É mantido por meio de um convênio entre a Arquidiocese de Maceió e o governo do estado de Alagoas. A coleção é composta por aproximadamente 500 peças, entre esculturas, pinturas, prataria, ourivesaria, mobiliário, paramentos litúrgicos, documentos, fotografias e objetos de culto em geral, produzidos em sua maioria entre os séculos XVII e XIX. Possui biblioteca especializada em história, arte sacra e museologia, e realiza atividades de pesquisa, educativas e culturais.